# Ciudadanos en Blanco
Ciudadanos en Blanco (CenB) fue una agrupación política española que se autodefinía como una "plataforma no-partido". Estuvo inscrita en el registro de partidos hasta 2022. Su objetivo era conseguir el voto en blanco como un voto computable de forma que se represente en escaños vacíos.
Cenb se fundó en 2002 en las Islas Baleares. Ciudadanos en blanco se ha venido presentando desde entonces a las elecciones en los 3 niveles territoriales (local, autonómico y estatal), hasta noviembre de 2011, momento en el que se suma a la coalición Hartos.org.
El motivo de su programa electoral es debido a la actual ley electoral española (LOREG), según la cual los votos en blanco son válidos y contabilizados para establecer la barrera de límite de votos necesarios para establecer el reparto de escaños. A juicio de la agrupación, estos votos debieran ser tenidos en cuenta para dejar escaños vacíos si su número supera la barrera impuesta (3% del número total de votos válidos para las elecciones generales y 5% para las municipales).
El partido político Ciudadanos en Blanco se ofrecía como una herramienta para hacer valer el derecho a no elegir a ningún candidato o partido y lograr la no-representación mediante el vaciado representado de escaños. A pesar de su expansión desde su fundación, no logró presentar listas en todas las provincias de España.

## Elecciones municipales 2011
En las elecciones municipales de España de 2011 Cenb se presentó en Cataluña en coalición con el partido Escons en blanc (excepto en Santa María de Palautordera), mientras que en el resto del Estado se presentó de forma independiente. Consiguieron, por primera vez en la historia de la democracia, vaciar cuatro concejalías en los siguientes municipios:
- 2 en Foixá en coalición con Escons en Blanc
- 1 en Gironella en coalición con Escons en Blanc
- 1 en Santa María de Palautordera sin coalición con Escons en Blanc

El concejal electo en Santa María de Palautordera por Cenb formalizó su elección tomando posesión del cargo en el pleno del 28 de julio de 2011. De acuerdo con el objetivo marcado del movimiento, renunció al sueldo y no asistió a los plenos dejando el escaño vacío, cumpliendo con la promesa electoral. El cumplimiento del objetivo de representar el voto en blanco queda reflejada en las actas del ayuntamiento en las cuales únicamente consta que asistió el día 28 para jurar el cargo.
Por otro lado, los candidatos electos de la coalición Eb-Cenb propuestos por Escons en blanc no acudieron el 11 de junio de 2011 a la toma de posesión de la concejalía en la constitución de las corporaciones municipales correspondientes, cumpliendo con su protocolo de partido al ser electos, lo cual no impidió que fueran concejales al amparo de la doctrina de la Junta Electoral Central, que les permite seguir siendo concejales electos aunque no terminen de llevar a cabo todo el trámite por no cumplir con la toma de posesión del cargo.
La toma de posesión del concejal por CenB genera una controversia en la alianza electoral de dichas formaciones debido al diferente punto de vista de ambas. Desde CenB se opina que hay que llevar a cabo la toma de posesión del cargo para cerrar el círculo de trámites con la administración y desde ahí dejar el escaño vacío, mientras que desde Eb la postura es no aceptar el cargo cosa que han hecho durante varias legislaturas sin ningún problema legal.
Una vez convocadas las Elecciones generales de España de 2011 para el día 20 de noviembre, Ciudadanos en Blanco decidió unirse a la coalición Hartos.org, presentándose con ella tanto a las elecciones generales de 20N de 2011 (Hartos.org), como autonómicas de 2012 de 25 de marzo en Asturias (Ideas-Hartos.org) y Andalucía (Hartos.org y voto en blanco). CenB transmite su programa en la coalición logrando que ésta incluya entre sus objetivos la regulación del voto en blanco computable en representación de escaños vacíos.

## Resultados electorales

### Elecciones anteriores a 2010

#### Elecciones autonómicas
| Año  | Elecciones                                                         | Votos | Porcentaje | Escaños vacíos |
| ---- | ------------------------------------------------------------------ | ----- | ---------- | -------------- |
| 2003 | Cataluña Archivado el 22 de diciembre de 2011 en Wayback Machine.  | 401   | 0,01%      | 0              |
| 2003 | Islas Baleares                                                     | 416   | 0,10%      | 0              |
| 2006 | Cataluña Archivado el 22 de diciembre de 2011 en Wayback Machine.  | 626   | 0,02%      | 0              |
| 2007 | Islas Baleares Archivado el 1 de marzo de 2011 en Wayback Machine. | 1.216 | 0,30%      | 0              |

#### Elecciones generales
| Año  | Elecciones | Votos  | Porcentaje | Escaños vacíos |
| ---- | ---------- | ------ | ---------- | -------------- |
| 2004 | España     | 40.208 | 0,16%      | 0              |
| 2008 | España     | 14.193 | 0,06%      | 0              |

### Elecciones autonómicas de Cataluña de 2010
Nota: En coalición con Escons en blanc.
| Circunscripción | Comunidad autónoma | Votos  | Porcentaje | Escaños vacíos |
| --------------- | ------------------ | ------ | ---------- | -------------- |
| Barcelona       | Cataluña           | 14.185 | 0,61%      | 0              |
| Gerona          | Cataluña           | 2.159  | 0,74%      | 0              |
| Lérida          | Cataluña           | 1.071  | 0,58%      | 0              |
| Tarragona       | Cataluña           | 1.264  | 0,41%      | 0              |
| Total           | Cataluña           | 18.679 | 0,60%      | 0              |

### Elecciones municipales de España de 2011
Nota: En coalición con Escons en blanc en todos los municipios de Cataluña menos Santa María de Palautordera.
| Municipio                   | Provincia      | Votos  | Porcentaje | No-concejales |
| --------------------------- | -------------- | ------ | ---------- | ------------- |
| Arcos de la Frontera        | Cádiz          | 476    | 2,77%      | 0             |
| Avià                        | Barcelona      | 23     | 2,16%      | 0             |
| Badalona                    | Barcelona      | 951    | 1,18%      | 0             |
| Barcelona                   | Barcelona      | 10.104 | 1,67%      | 0             |
| Cádiz                       | Cádiz          | 449    | 0,77%      | 0             |
| Cartagena                   | Murcia         | 319    | 0,38%      | 0             |
| Ciudad Real                 | Ciudad Real    | 615    | 1,57%      | 0             |
| Córdoba                     | Córdoba        | 1.130  | 0,69%      | 0             |
| Elche                       | Alicante       | 403    | 0,36%      | 0             |
| Foixá                       | Gerona         | 52     | 32,10%     | 2             |
| Gerona                      | Gerona         | 417    | 1,30%      | 0             |
| Gironella                   | Barcelona      | 150    | 6,79%      | 1             |
| Hospitalet de LLobregat     | Barcelona      | 973    | 1,15%      | 0             |
| Igualada                    | Barcelona      | 343    | 2,15%      | 0             |
| Lérida                      | Lérida         | 387    | 0,86%      | 0             |
| Madrid                      | Madrid         | 10.795 | 0,71%      | 0             |
| Málaga                      | Málaga         | 1.431  | 0,62%      | 0             |
| Mahón                       | Islas Baleares | 381    | 3,28%      | 0             |
| Palma de Mallorca           | Islas Baleares | 1.479  | 1,02%      | 0             |
| Salamanca                   | Salamanca      | 524    | 0,69%      | 0             |
| Santa Coloma de Gramanet    | Barcelona      | 457    | 1,18%      | 0             |
| Santa María de Palautordera | Barcelona      | 229    | 6,11%      | 1             |
| San Luís                    | Islas Baleares | 129    | 4,88%      | 0             |
| Sevilla                     | Sevilla        | 2.062  | 0,61%      | 0             |
| Tarragona                   | Tarragona      | 523    | 1,08%      | 0             |
| Terrasa                     | Barcelona      | 1.202  | 1,69%      | 0             |
| Toledo                      | Toledo         | 261    | 0,57%      | 0             |
| Valladolid                  | Valladolid     | 1.026  | 0,61%      | 0             |
| Zamora                      | Zamora         | 351    | 1,07%      | 0             |
| Total                       |                | 37.642 | 0,92%      | 4             |

### Elecciones autonómicas de España de 2011
| Circunscripción | Comunidad autónoma   | Votos  | Porcentaje | Escaños vacíos |
| --------------- | -------------------- | ------ | ---------- | -------------- |
| Todas           | Castilla-La Mancha   | 1.615  | 0,14%      | 0              |
| Albacete        | Castilla-La Mancha   | 1.615  | 0,71%      | 0              |
| Todas           | Castilla y León      | 3.602  | 0.25%      | 0              |
| Salamanca       | Castilla y León      | 1.128  | 0.57%      | 0              |
| Valladolid      | Castilla y León      | 1.629  | 0.55%      | 0              |
| Zamora          | Castilla y León      | 852    | 0.73%      | 0              |
| Todas           | Comunidad de Madrid  | 19.220 | 0,64%      | 0              |
| Todas           | Comunidad Valenciana | 4.201  | 0,17%      | 0              |
| Valencia        | Comunidad Valenciana | 4.201  | 0,31%      | 0              |
| Todas           | Extremadura          | 772    | 0,12%      | 0              |
| Cáceres         | Extremadura          | 772    | 0,30%      | 0              |
| Todas           | Islas Baleares       | 3.156  | 0,75%      | 0              |
| Mallorca        | Islas Baleares       | 2.299  | 0,68%      | 0              |
| Menorca         | Islas Baleares       | 857    | 2,26%      | 0              |
| Total           |                      | 31.794 | 0,35%      | 0              |
| Total           |                      | 31.794 | 0,55%      | 0              |

### Elecciones generales 2011. 20 de noviembre
Nota: en coalición con Hartos.org, presetándose en 5 provincias (Asturias, Ávila, Cádiz, Tarragona y Toledo).
| Año  | Elecciones                                                      | Votos | Porcentaje | Escaños vacíos |
| ---- | --------------------------------------------------------------- | ----- | ---------- | -------------- |
| 2011 | España Archivado el 30 de diciembre de 2017 en Wayback Machine. | 3.803 | 0,01%      | 0              |

### Elecciones Autonómicas de 2012. 25 de marzo
Nota: en coalición con Hartos.org bajo los nombres: Ideas-Hartos.org en Asturias, y Hartos.org y voto en blanco en Andalucía. Quedando como la 6.ª fuerza extraparlamentaria en Andalucía.
Resultados por autonomías
| Año  | Elecciones                                                        | Votos | Porcentaje | Escaños obtenidos |
| ---- | ----------------------------------------------------------------- | ----- | ---------- | ----------------- |
| 2012 | Andalucía                                                         | 4.957 | 0,12%      | 0                 |
| 2012 | Asturias Archivado el 25 de diciembre de 2014 en Wayback Machine. | 737   | 0,14%      | 0                 |

Resultados provinciales de Andalucía
| Año  | Elecciones | Votos | Porcentaje | Escaños vacíos |
| ---- | ---------- | ----- | ---------- | -------------- |
| 2012 | Almería    | 274   | 0,10%      | 0              |
| 2012 | Cádiz      | 957   | 0,18%      | 0              |
| 2012 | Córdoba    | 538   | 0,12%      | 0              |
| 2012 | Granada    | 505   | 0,11%      | 0              |
| 2012 | Huelva     | 412   | 0,17%      | 0              |
| 2012 | Jaén       | 494   | 0,13%      | 0              |
| 2012 | Málaga     | 776   | 0,12%      | 0              |
| 2012 | Sevilla    | 1.001 | 0,10%      | 0              |